# Raymond James Stadium
Raymond James Stadium er et stadion i Tampa i Florida, USA, der er hjemmebane for NFL-klubben Tampa Bay Buccaneers. Stadionet har plads til 65.857 tilskuere. Det blev indviet 20. september 1998, hvor det erstattede Buccaneers gamle hjemmebane Tampa Stadium. 
Raymond James Stadium var 28. januar 2001 vært for Super Bowl, og var også vært for 2009-udgaven og skal være vært for Super Bowl LV d. 7. Februar 2021.
Udover amerikansk fodbold bliver Raymond James Stadium også benyttet af MLS-klubben Tampa Bay Mutiny.